# Fernando Hierro Chomón
Fernando Hierro Chomón (Bilbao, País Vasco, 1949) es un activista político español, terrorista histórico de los Grupos de Resistencia Antifascista Primero de Octubre (GRAPO).
Ha pasado 27 años en las prisiones de España y Francia por su actividad revolucionaria.

## Biografía
En 1972 es detenido después de participar en revueltas obreras en Vigo. Está más de un año en prisión y posteriormente pasa a la clandestinidad. 
En agosto de 1977 es detenido de nuevo en Madrid por pertenencia a los Grupos de Resistencia Antifascista Primero de Octubre (GRAPO), organización en la que es responsable de la Comisión Militar. Es torturado durante 29 días seguidos por la Guardia Civil, que llega a quemarle la mano con soplete.
Ingresa nuevamente en prisión. El 17 de diciembre de 1979 logra huir de la cárcel de Zamora, junto con otros cuatro militantes comunistas y antifascistas. 
En mayo de 1980 es herido de bala en Vigo, detenido  y de nuevo brutalmente torturado. Ingresa en prisión de Herrera de la Mancha.
En 1996 participó en las conversaciones de los GRAPO con el gobierno de José María Aznar. 
En julio de 1998, con la condena totalmente cumplida, es excarcelado y regresa al País Vasco. Su vida en el barrio bilbaíno de San Andrián, junto a su familia y sus compañeros de militancia, sigue resultando incómoda para el Estado, que no deja de mantenerlo bajo vigilancia.
En 2001 pasa de nuevo a la clandestinidad por realizar actividades en favor del Partido Comunista de España (reconstituido) (PCE-r). 
Es detenido nuevamente el 18 de julio de 2002, en París y condenado por "asociación de malhechores".
El 25 de enero del 2008 es trasladado de la cárcel de Bapaume a un centro de detención de Lille (Francia) y de ahí es trasladado en avión hasta la Audiencia Nacional de España, que había reclamado su presencia. Antes de pasar por la Audiencia es ingresado durante el fin de semana en la cárcel madrileña de Soto del Real. Es aislado y se le niega la visita de su compañera sentimental.
El 28 de enero cumple íntegramente la condena a la que había sido sentenciado y, tras declarar ante la Audiencia española, se le deja en libertad vigilada.
Durante su trayectoria revolucionaria, Fernando Hierro Chomón ha desarrollado 18 huelgas de hambre por la dignidad y resistencia de los presos políticos, una de ellas de 435 días de duración, que le dejó al límite de la muerte. En total, ha pasado 27 años en las prisiones de  España y Francia.